# B'z The Best "Pleasure II"
B'z The Best "Pleasure II" é a oitava coletânea da banda japonesa de hard rock B'z, lançada em 30 de novembro de 2005 pela Vermillion Records. Vendeu 1.183.424 cópias no total, chegando à 1ª colocação da Oricon.

## Faixas
1. Ocean
2. Konya Tsuki no mieru Oka ni (今夜月の見える丘に)
3. Ai no Bakudan (愛のバクダン)
4. Ultra Soul
5. Home
6. Itsuka no Meriikurisumasu (いつかのメリークリスマス)
7. Atsuki Kodou no Hate (熱き鼓動の果て)
8. Yasei no Energy (野性のEnergy)
9. It's Showtime!!
10. Juice
11. May
12. Giri Giri chop (ｷﾞﾘｷﾞﾘ Chop)
13. Ring
14. Banzai
15. Arigato
16. Gold